# Walkürenritt
Der Ritt der Walküren oder Walkürenritt ist die Bezeichnung für das Orchestervorspiel zum dritten Akt der Oper Die Walküre von Richard Wagner, das über die Oper hinaus Bedeutung erlangt hat. Neben dem Brautchor aus Lohengrin gehört der Walkürenritt zu Wagners bekanntesten Melodien. Er komponierte das Thema 1851 und arbeitete es 1854–56 für die Oper die Walküre aus.

## Aufbau
Das Stück besteht aus einer fanfarenartigen, von den Hörnern, Trompeten und Posaunen gespielten Melodie mit bewegter Orchesterbegleitung. Wagner schreibt als Tempo „lebhaft“ vor und weist die Blechbläser an: „Den Rhythmus durchweg sehr scharf und deutlich betonen“. Das Orchestervorspiel geht unmittelbar in den vom Orchester begleiteten gesungenen Schlachtruf der berittenen weiblichen Geisterwesen in der Oper, die Walküren genannt werden, über. Zusammen mit ihm dauert das Stück rund acht Minuten; die besser bekannte rein instrumentale Variante ist etwa fünf Minuten lang.

## Verwendung außerhalb der Oper

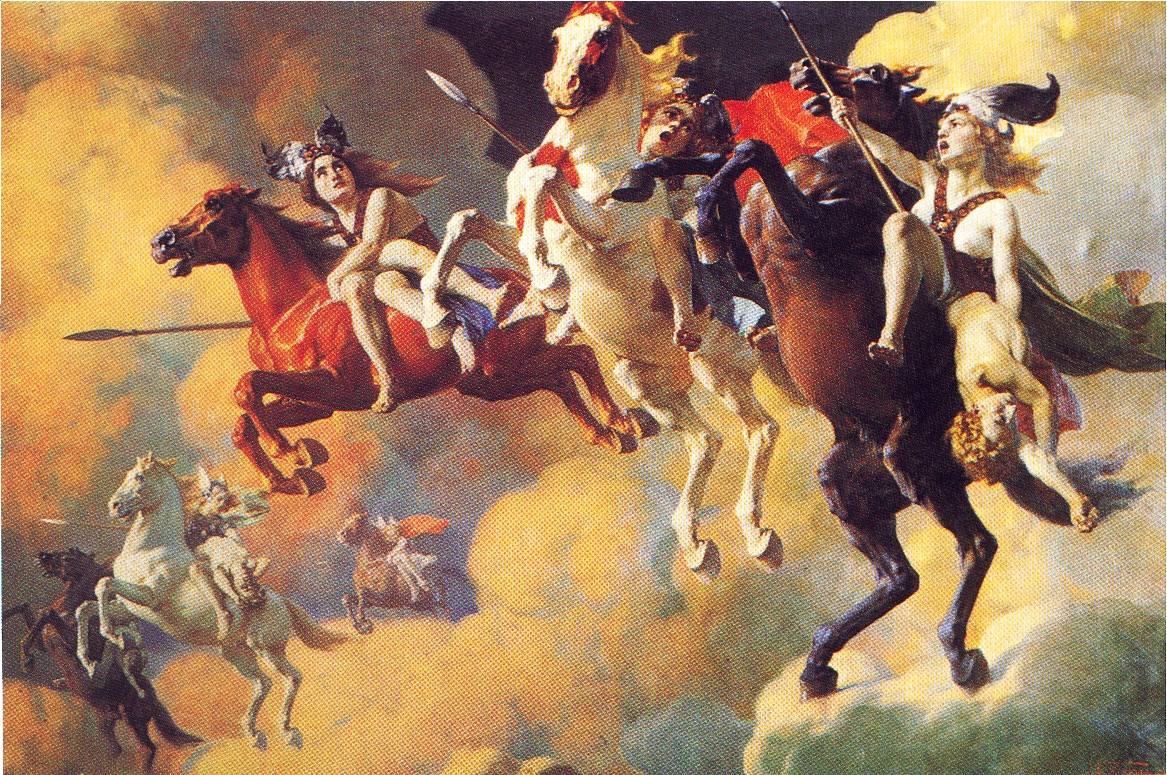
Cesare Viazzi: Der Ritt der Walküren

Bereits zu Wagners Lebzeiten wurde der Walkürenritt als Zirkusmusik verwendet. Die NS-Propaganda verwendete sie im Zweiten Weltkrieg: In der Deutschen Wochenschau vom 30. Mai 1941 wurde bei Aufnahmen der Luftlandeschlacht um Kreta der Walkürenritt als Hintergrundmusik eingespielt, ebenso bei der Berichterstattung über das Bombardement der Bahnstrecke Sankt Petersburg–Moskau. Die japanische Kriegspropaganda verwendete den Walkürenritt bei der filmischen Darstellung der Eroberung Indonesiens.
Angelehnt daran ist die wohl bekannteste Szene aus dem Antikriegsfilm Apocalypse Now (1979) von Francis Ford Coppola mit dem Walkürenritt zur psychologischen Kriegsführung unterlegt: Die US Army fliegt unter Leitung von Lieutenant Colonel Bill Kilgore einen Hubschrauberangriff auf ein vietnamesisches Dorf. Diese Szene wird wiederum in der Popkultur oft zitiert und findet seitdem häufig in Filmen und Videospielen Verwendung.
In Billy Wilders Film Eins, zwei, drei (1961) singt ein Arzt, der aus einer Walkürenvorstellung herausgerufen wurde, auf die Melodie seine Diagnose („schwanger ist prächtig“). Die Filmmusik nimmt das Thema auf. Außerdem wird die Musik bei einer Verfolgungsjagd am Ende des Films Blues Brothers verwendet. 1973 wurde das Thema von Ennio Morricone für die Filmmusik des Italowesterns Mein Name ist Nobody aufgegriffen. Auch You Spin Me Round der Band Dead or Alive basiert laut Pete Waterman auf dem Walkürenritt.
Die in der Saison 2022/23 kurzzeitig in der Dritten Liga spielende SpVgg Bayreuth verwendet das Thema als Torhymne.
Die Sendung Das Gipfeltreffen des Mitteldeutschen Rundfunks verwendet die Melodie als Titelmelodie.